# 木村幾年
木村 幾年（きむら いくとし、生没年不詳）とは、江戸時代の女性浮世絵師。

## 来歴
落合芳幾の門人。姓は木村、名はハル。一葉斎、幾歳、幾歳女、幾年と号す。作画期は安政から慶応にかけてで、美人画を中心に描いたが作は少ない。

## 作品
- 『花吹雪』　※慶応元年（1865年）刊行
- 『春色三題噺』　※慶応2年序
- 「焼鳥遊女他地退」　大判錦絵　※文久頃